# Virgo (banda)
Virgo es una banda de rock progresivo formada el año 2000 en Alemania por los músicos André Matos y Sascha Paeth, que juntos comparten el mismo signo astrológico de cuyo nombre proviene este grupo. Su origen se remonta a la idea de sus creadores de formar un proyecto alternativo a la escena heavy/power metal en la que se desenvuelven usualmente.
En 2001 lanzaron su primer y único álbum titulado Virgo. Los integrantes de Virgo mencionaron en algunas ocasiones la intención de volver a trabajar en un segundo álbum pero a la fecha no se ha concretado y tampoco se han dado declaraciones respecto a una posible disolución del conjunto.

## Integrantes
- André Matos: Voz y piano.
- Sascha Paeth: Guitarras.
- Robert Hunecke Rizzo: Batería.
- Olaf Reitmeier: Bajo.
- Michael "Miro" Rodenberger: Teclados.
- Amanda Somerville: Coros.

## Discografía
- Virgo (2001)

- Datos: Q9094426